# Reactor Instituut Delft

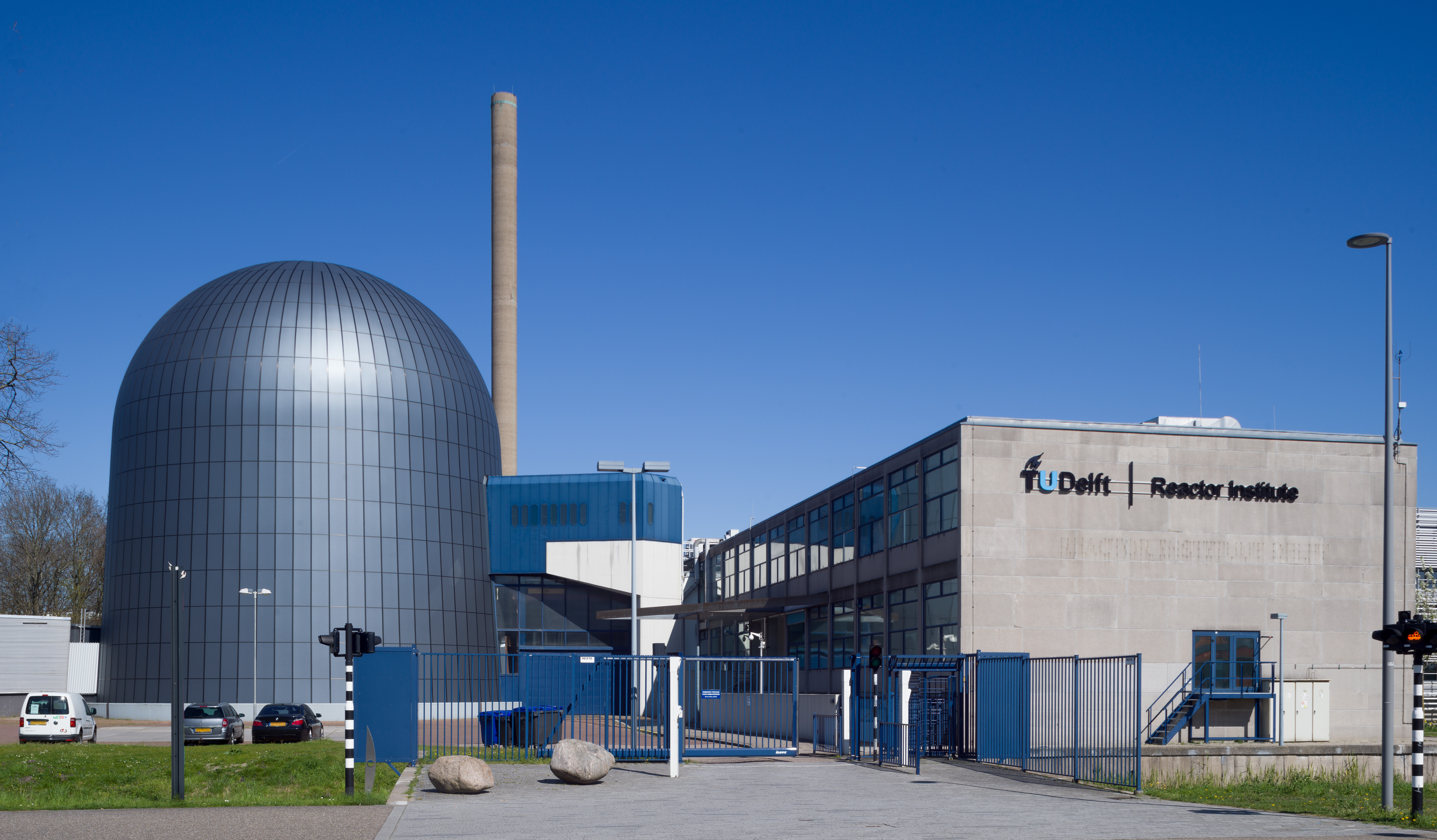
TU Delft Reactor Institute

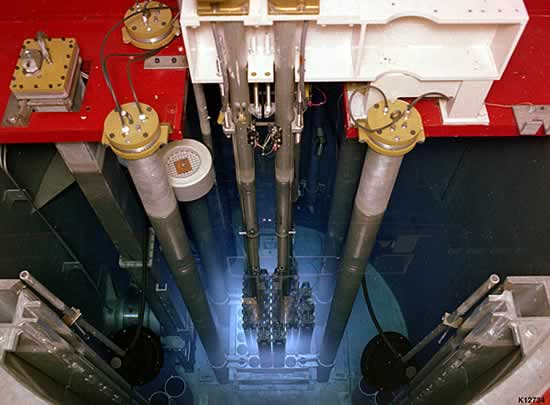
Reactorkern van een vergelijkbare bassinreactor in het Idaho National Laboratory met de kenmerkende blauwe Tsjerenkovstraling

Het TU Delft Reactor Institute is een onderdeel van de Technische Universiteit Delft waar onderzoek wordt gedaan en onderwijs wordt gegeven met betrekking tot straling. Het is het enige instituut binnen het hoger onderwijs in Nederland dat beschikt over een kernreactor. Deze zogenaamde Hoger Onderwijs Reactor heeft een thermisch vermogen van 2 MW en is van het type bassinreactor. De splijtstofelementen van dit type reactor zijn ondergedompeld in een waterbad. Op grond van de kernenergiewet heeft de TU Delft een vergunning om de reactor te gebruiken voor onderzoek en onderwijs. De reactor is niet bedoeld voor elektriciteitsproductie, maar dient als neutronenbron en positronenbron voor materiaalonderzoek. Ook kunnen er radio-isotopen worden geproduceerd die voor medische doeleinden gebruikt worden. 

## Geschiedenis
Vlak na de Tweede Wereldoorlog besluit de Nederlandse regering om (wetenschappelijk) onderzoek te gaan verrichten naar kernenergie. Vervolgens adviseert de Stichting voor Fundamenteel Onderzoek der Materie (FOM) de regering eind jaren 50 om een eigen onderzoeksreactor van 100 kW aan te schaffen.
In november 1958 werd begonnen met de bouw van de Hoger Onderwijs Reactor op het terrein van de toenmalige Technische Hogeschool Delft. De bouwkosten werden begroot op 8,7 miljoen gulden en de bouwduur geschat op 3 jaar. De organisatie belast met het bedienen en beheren van de reactor en het verzorgen van onderzoek en onderwijs, verleent diensten aan alle universiteiten in Nederland en werd het Interfacultair Reactor Instituut (IRI) gedoopt.
Hierna werd de Hoger Onderwijs Reactor meermalen aangepast. Het thermisch vermogen stijgt in de jaren 60 in stappen van 100 kW naar 2 MW. In 1969 werd een vergunning gegeven voor een vermogen van 3MW, maar dat vermogen wordt niet bereikt.
In de periode 1995 tot 2005 schakelt de Hoger Onderwijs Reactor over van hoogverrijkt naar laagverrijkt uranium. De reden hiervoor is de weigering van de Verenigde Staten om hoogverrijkt uranium, dat eenvoudig voor kernwapens te gebruiken is, te leveren en het afval ervan terug te nemen. 

## Onderzoek energie, materialen en gezondheid
Het onderzoek richt zich op verschillende terreinen, zoals duurzame energie, materialen en gezondheid, zowel internationaal als nationaal. Denk bijvoorbeeld aan onderzoek op het gebied van zonnecellen en batterijen en medische isotopen voor diagnose en behandeling van kanker.